# Задача про стопку цегли

Зсув дев'яти блоків «похилої вежі лір»

Задача про стопку цегли також відома як проблема укладання блоків (англ. Block-stacking problem), похила вежа лір (англ. The Leaning Tower of Lire), задача про складання книг і т. ін. — задача статики, яка полягає в укладанні прямокутних блоків у вежу, якомога далі похилену вбік.

## Формулювання
Задача формулюється так:
Поставити один на один {\displaystyle N} однакових твердих прямокутних паралелепіпедів, зібравши стійку́ вежу на краю стола так, щоб виступ за край був максимальний

## Історія

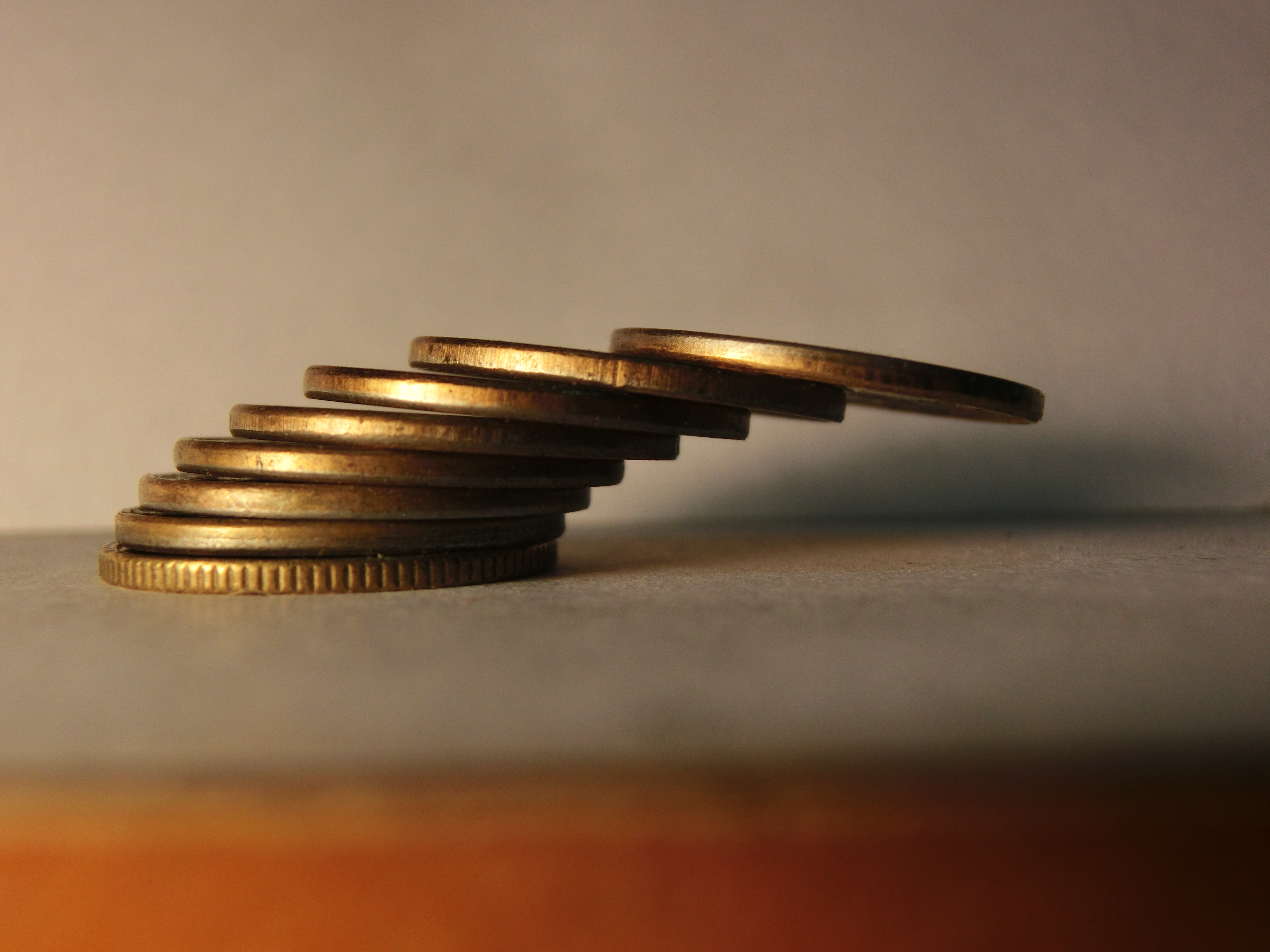
Стопка монет: верхня монета розташована над областю, яка повністю лежить поза найнижчою монетою

Задача про стопку цегли має довгу історію як у механіці, так і в математиці. У своїх статтях Майк Патерсон і його співавтори надають довгий список посилань на цю задачу, про яку йдеться в працях з механіки, що відносяться до середини XIX століття.

## Розв'зання

### З тільки одним блоком на кожному рівні
В ідеальному випадку з тільки одним ідеально прямокутним блоком на кожному рівні звисання дорівнює {\displaystyle \sum _{i=1}^{N}{\frac {1}{2i}}} ширини блока. Ця сума становить половину часткової суми гармонічного ряду. Оскільки гармонічний ряд розбіжний, максимальне звис прямує до нескінченності з ростом {\displaystyle N}, тобто, за достатньої кількості блоків, можна досягти як завгодно великого звису. В кожному конкретному випадку максимальний звис приблизно дорівнює {\displaystyle {\frac {1}{2}}\ln N}, тобто пропорційний натуральному логарифму числа блоків.
| N  | Максимальний звис | Максимальний звис | Максимальний звис | Максимальний звис |
| N  | Дріб              | Дріб              | Десятковий запис  | Відносний розмір  |
| -- | ----------------- | ----------------- | ----------------- | ----------------- |
| 1  | 1                 | /2                | 0.5               | 0.5               |
| 2  | 3                 | /4                | 0.75              | 0.75              |
| 3  | 11                | /12               | ~0.91667          | 0.91667           |
| 4  | 25                | /24               | ~1.04167          | 1.04167           |
| 5  | 137               | /120              | ~1.14167          | 1.14167           |
| 6  | 49                | /40               | 1.225             | 1.225             |
| 7  | 363               | /280              | ~1.29643          | 1.29643           |
| 8  | 761               | /560              | ~1.35893          | 1.35893           |
| 9  | 7 129             | /5 040            | ~1.41448          | 1.41448           |
| 10 | 7 381             | /5 040            | ~1.46448          | 1.46448           |

| N  | Максимальний звис | Максимальний звис | Максимальний звис | Максимальний звис |
| N  | Дріб              | Дріб              | Десятковий запис  | Відносний розмір  |
| -- | ----------------- | ----------------- | ----------------- | ----------------- |
| 11 | 83 711            | /55 440           | ~1.50994          | 1.50994           |
| 12 | 86 021            | /55 440           | ~1.55161          | 1.55161           |
| 13 | 1 145 993         | /720 720          | ~1.59007          | 1.59007           |
| 14 | 1 171 733         | /720 720          | ~1.62578          | 1.62578           |
| 15 | 1 195 757         | /720 720          | ~1.65911          | 1.65911           |
| 16 | 2 436 559         | /1 441 440        | ~1.69036          | 1.69036           |
| 17 | 42 142 223        | /24 504 480       | ~1.71978          | 1.71978           |
| 18 | 14 274 301        | /8 168 160        | ~1.74755          | 1.74755           |
| 19 | 275 295 799       | /155 195 040      | ~1.77387          | 1.77387           |
| 20 | 55 835 135        | /31 039 008       | ~1.79887          | 1.79887           |

| N  | Максимальний звис | Максимальний звис  | Максимальний звис | Максимальний звис |
| N  | Дріб              | Дріб               | Десятковий запис  | Відносний розмір  |
| -- | ----------------- | ------------------ | ----------------- | ----------------- |
| 21 | 18 858 053        | /10 346 336        | ~1.82268          | 1.82268           |
| 22 | 19 093 197        | /10 346 336        | ~1.84541          | 1.84541           |
| 23 | 444 316 699       | /237 965 728       | ~1.86715          | 1.86715           |
| 24 | 1 347 822 955     | /713 897 184       | ~1.88798          | 1.88798           |
| 25 | 34 052 522 467    | /17 847 429 600    | ~1.90798          | 1.90798           |
| 26 | 34 395 742 267    | /17 847 429 600    | ~1.92721          | 1.92721           |
| 27 | 312 536 252 003   | /160 626 866 400   | ~1.94573          | 1.94573           |
| 28 | 315 404 588 903   | /160 626 866 400   | ~1.96359          | 1.96359           |
| 29 | 9 227 046 511 387 | /4 658 179 125 600 | ~1.98083          | 1.98083           |
| 30 | 9 304 682 830 147 | /4 658 179 125 600 | ~1.99749          | 1.99749           |

### З кількома блоками на будь-якому з рівнів

Порівняння розв'язків задачі з трьома блоками, з одним (угорі) і декількома (внизу) блоками на рівні

Додаткові блоки на рівні можуть використовуватися як противага і давати більше звисання, ніж варіант з одним блоком на рівні. Навіть для трьох блоків, укладання двох зрівноважених блоків поверх іншого блока, може дати звис в один блок, тоді як у простому ідеальному випадку — не більше {\displaystyle {\frac {11}{12}}}. У 2007 році Майк Патерсон зі співавторами показали, що максимальний звис, якого можна досягти за допомогою декількох блоків на рівні, асимптотично дорівнює {\displaystyle c{\sqrt[{3}]{N}}}, тобто пропорційний кубічному кореню з числа блоків, на відміну від простого випадку, коли звис пропорційний логарифму кількості блоків.